# Мания (древнегреческая мифология)
Мания (др.-греч. Μανία) — богиня в древнегреческой мифологии, насылавшая безумие на людей, нарушивших традиции и обычаи общества.
Согласно легенде, греческий храм Мании был установлен в месте, где преследуемый богинями мести мифологический герой Орест лишился разума в наказание за убийство матери, — на дороге из Аркадии в Мессению.